# Zabytkowa plebania w Morawicy
Plebania w Morawicy – zabytkowa plebania znajdująca się w powiecie krakowskim, w gminie Liszki, w Morawicy.
Obiekt wraz z otoczeniem wpisany został do rejestru zabytków nieruchomych województwa małopolskiego.
W 2019 w murach plebanii odkryto dobrze zachowane pozostałości romańskiego palatium o długości 17 metrów i szerokości 6,8 metrów, które zbudowano w połowie XII wieku. Odnaleziono łuk portalu nad wejściem do budynku. Palatium było piętrowe i przypuszczalnie pokryte dachówkami z łupka. Budynek nie był podpiwniczony. 
W 1238 w źródłach wymieniono z imienia dziedziców Morawicy, synów Śmiła Sieciechowica, znanego ze źródeł od 1189. Palatium przypuszczalnie należało do palatyna Sieciecha z rodu Toporczyków. Jeszcze w XIV wieku palatium stało się częścią zamku obronnego należącego do Tęczyńskich herbu Topór. W 1408 w pobliżu palatium zbudowano murowany gotycki kościół, który zajął fragment zamku Tęczyńskich i zgodnie z ich wolą być może wchłonął dawną kaplicę. W 1518 przebywała na zamku przyszła królowa Bona Sforza w drodze na Wawel. Szymon Starowolski w dziele Polonia, wydanym w 1632 wymienił zamek w Morawicy między "arces in editioribus locis et rupibus exstructae" ("zamkami zbudowanymi na skale"). W 1666 właścicielka zamku, Izabella z Tęczyńskich Opalińska podarowała zamek kościołowi z przeznaczeniem na plebanię. 1743–1748 Franciszek Placidi wzniósł nowy kościół z dzwonnicą oraz przebudował plebanię. Plebania po 1871 została częściowo przebudowana.

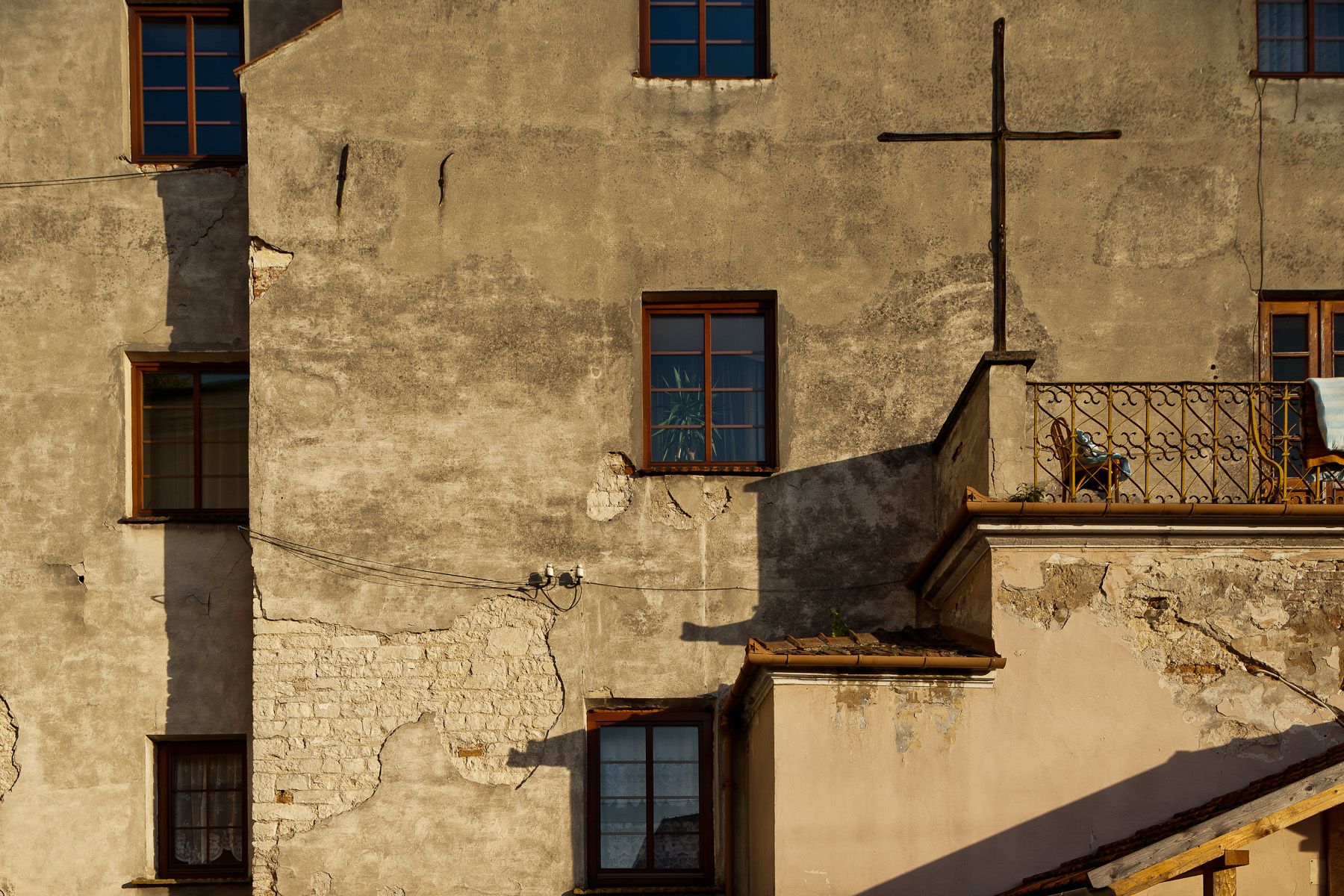
Plebania w 2011 roku z widocznym murem romańskim.
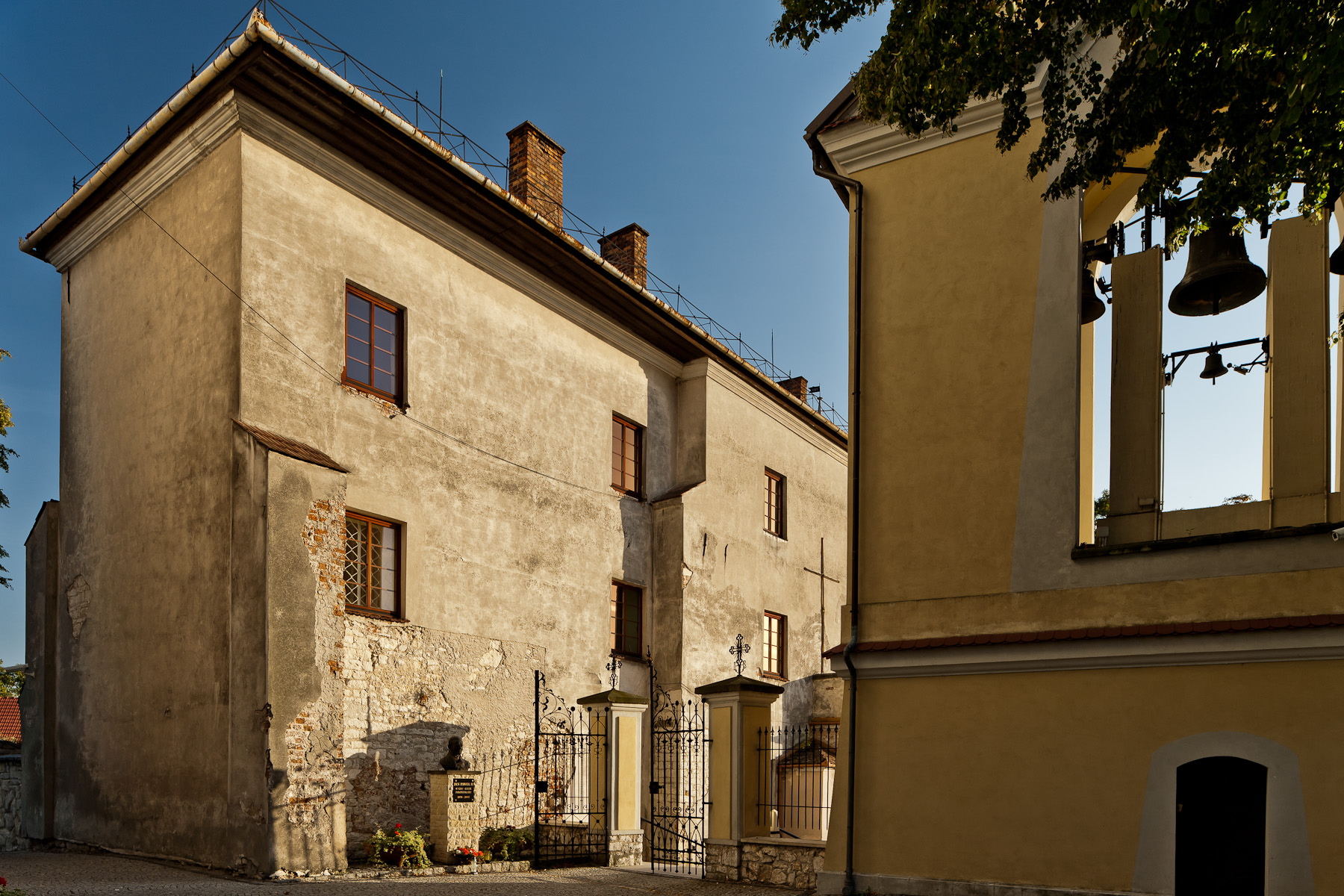
Plebania w 2011 roku z widocznym murem romańskim.
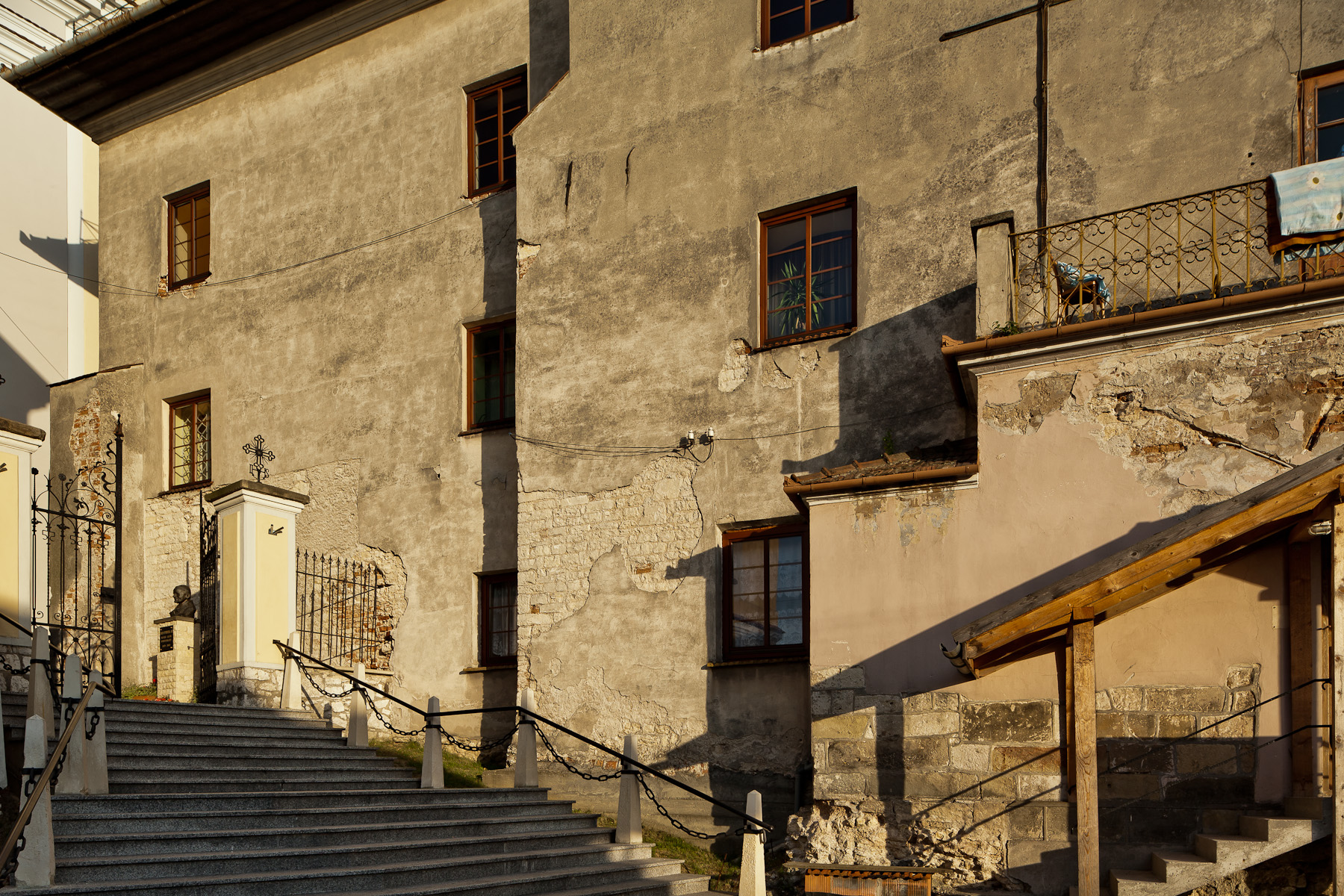
Plebania w 2011 roku z widocznym murem romańskim.